# Zweistaatenlösung

Ein Plakat der Nahost-Friedensbewegung: Die israelische und die palästinensische Flagge, dazwischen das Wort „Frieden“, oben in arabischer und unten in hebräischer Sprache. Vergleichbare Darstellungen wurden von unterschiedlichen Gruppen verwendet, die eine Zweistaatenlösung des Nahostkonflikts unterstützen.

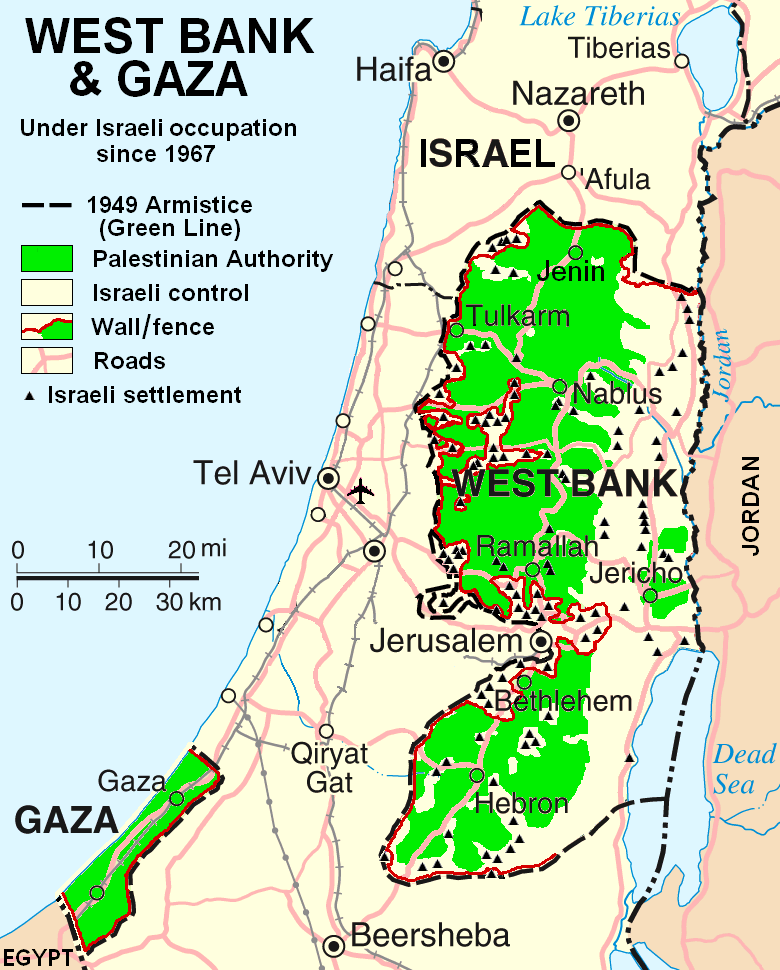
Karte des Westjordanlandes und des Gazastreifens von 2007. Die Einigung auf von allen Seiten akzeptierte Grenzen ist eines der Hauptprobleme der Zweistaatenlösung.

Als Zweistaatenlösung wird eine Lösung des Israelisch-Palästinensischen Konflikts diskutiert, die in der internationalen Anerkennung Israels und eines Staates Palästina besteht („zwei Staaten für zwei Volksgruppen“). Weitere Konzepte sind die Ein-Staat-Lösung und die Dreistaatenlösung.

## Ausgangslage
Bei der Zweistaatenlösung wird ein unabhängiger Staat Palästina neben dem Staat Israel westlich des Flusses Jordan angestrebt. Die Grenze zwischen den beiden Staaten ist noch nicht endgültig festgelegt, da hierzu noch keine Einigung gefunden wurde und weitere Verhandlungen notwendig sind. Die palästinensische bzw. arabische Seite besteht auf der bis zum Sechstagekrieg 1967 bestehenden Waffenstillstandslinie als Grenze, was von israelischer Seite jedoch nicht akzeptiert wird. Das Gebiet des Völkerbundsmandats für Palästina, das nicht Teil des innerhalb dieses Lösungsweges vorgesehenen Staates Palästina ist, soll nach dieser Variante israelisches Territorium werden.
Der Internationale Gerichtshof erklärte die israelische Besetzung der palästinensischen Territorien (Westjordanland, Gazastreifen und Ostjerusalem) in einem nicht bindenden Gutachten am 19. Juli 2024 für illegal; die UN-Generalversammlung forderte auf dieser Grundlage mit der Resolution ES-10/24 im September 2024 den Rückzug Israels aus den palästinensischen Gebieten binnen eines Jahres.

## Geschichte
Die ersten Überlegungen zur Schaffung zweier Staaten auf dem britischen Mandatsgebiet Palästina erfolgten 1937 in der Peel-Kommission, welche den Arabischen Aufstand 1936 untersuchte.
Zur Beendigung des britischen Mandats beschloss die UNO am 29. November 1947 den Teilungsplan für Palästina. Dieser sah vor, Palästina in einen Staat für Juden und einen für Araber aufzuteilen, wobei Jerusalem (einschließlich Bethlehem) als Corpus separatum unter internationale Kontrolle gestellt werden sollte.
Den Rahmen des späteren Konfliklösungsvorschlags mit zwei Staaten bilden weitere UN-Resolutionen zur „friedlichen Lösung der Palästinafrage“ (Englisch: Peaceful settlement of the question of Palestine), ab 1974. Die jüngste entsprechende Resolution vom 24. November 2015 wurde mit 155 Stimmen, sieben Gegenstimmen und sieben Enthaltungen verabschiedet. Darin ist u. a. von „zwei Staaten, Israel und Palästina, Seite an Seite innerhalb sicherer und anerkannter Grenzen“ die Rede. Frühere Resolutionen enthalten auch ergänzend die Passage, dass „eine gerechte Lösung für die palästinensische Flüchtlingsfrage in Übereinstimmung mit UN-Resolution 194“ gefunden werden müsse.
Erste maßgebliche Palästinenser haben seit Mitte der 1970er Jahre Interesse an einer Zweistaatenlösung gezeigt (so insbesondere Said Hammami, der PLO-Vertreter in London). Die palästinensische Führung hat das Konzept beim arabischen Gipfel 1982 in Fès aufgegriffen. Unter der Leitung von Senegal hatten es 1971 zehn teils muslimische Staaten der Organisation für Afrikanische Einheit befürwortet. Jassir Arafat hat Israel – vorerst nur indirekt – erst ab seiner Rede vor der UN-Vollversammlung vom 13. Dezember 1988 anerkannt. 1989 erklärte Arafat sodann die PLO-Charta von 1964, in der zur Zerstörung des Staates Israel aufgerufen wurde, für hinfällig. Und am 9. September 1993 schrieb Arafat als PLO-Vorsitzender an den damaligen israelischen Ministerpräsidenten Jitzchak Rabin in einem historischen Brief: „Die PLO erkennt das Recht des Staates Israel auf Existenz in Frieden und Sicherheit an. [Die PLO verzichtet] auf Terror und jede andere Art von Gewalt.“ Im Gegenzug erkannte Rabin „die PLO als die Vertretung des palästinensischen Volkes“ an.
Viele Anläufe zur Umsetzung einer Zweistaatenlösung wurden bereits unternommen, angefangen mit der Madrider Konferenz im Jahr 1991, gefolgt vom Oslo I 1993, dem Gaza-Jericho-Abkommen 1994, Oslo II 1995, dem gescheiterten Treffen Camp David II im Jahr 2000 sowie der Fortsetzung in Taba 2001. Im Jahr 2002 wurde durch die Arabische Liga die Arabische Friedensinitiative ins Leben gerufen. Aus dem Scharon-Plan von 2004 entwickelte Ehud Olmert den Konvergenz-Plan von 2006. Der letzte, ebenfalls gescheiterte Anlauf waren die israelisch-palästinensischen Friedensgespräche 2013–2014.

## Trump-Plan
Im Februar 2017 wurde bekannt, dass die US-Regierung unter Donald Trump nicht mehr auf eine Zweistaatenlösung besteht und es den Konfliktparteien selbst überlässt, wie sie eine dauerhafte Friedenslösung erreichen wollen. Im Jahr 2018 entschied Trump die Verlegung der amerikanischen Botschaft in Israel von Tel Aviv nach Jerusalem. Im selben Jahr sprach sich die US-Regierung, anders als im Jahr zuvor, für eine Zweistaatenlösung aus.
Am 28. Januar 2020 stellte Trump zusammen mit dem israelischen Ministerpräsidenten Benjamin Netanjahu eine Zweistaatenlösung vor. Die Regierung der Palästinensischen Autonomiegebiete lehnte den Vorschlag, der ohne Konsultation der Palästinenser formuliert worden war und palästinensische Positionen nicht berücksichtigt, bereits im Vorfeld ab.
Eckpunkte des Planes sind:
- Westjordanland: Der Plan sieht die Gründung eines palästinensischen Staates vor, der 97 Prozent der derzeit im Westjordanland lebenden Palästinenser umfasst. Insgesamt soll der Staat, den Gazastreifen eingeschlossen, eine Fläche umfassen, die vergleichbar ist mit dem arabisch kontrollierten Territorium vor dem Sechs-Tage-Krieg von 1967. Zu diesem Zweck sollen beide Seiten Land austauschen. Israel darf die große Mehrheit der Siedlungen und das gesamte Jordantal in sein Staatsgebiet integrieren. Im Gegenzug könnten mehrere arabische Gemeinden, die derzeit zu Israel gehören und am westlichen und nordwestlichen Rand des Westjordanlandes liegen, z. B. Umm al-Fahm, palästinensisch werden.
- Gazastreifen: Der Gazastreifen soll mit zwei kleinen Gebieten im Negev an der Grenze zu Ägypten verbunden werden, die Israel an die Palästinenser abtritt und die auch schon nach dem UN-Teilungsplan Teil Palästinas werden sollten. Hier kann unter anderem ein Industriegebiet entstehen. Der Gazastreifen soll politisch von der Hamas wieder an die palästinensische Regierung zurückgehen.
- Jerusalem: Jerusalem bleibt die ungeteilte Hauptstadt Israels, während das früher zu Jerusalem gehörende Abu Dis die Hauptstadt Palästinas werden soll.
- Heilige Stätten: Der Status quo auf dem Tempelberg, der derzeit von der jordanischen Waqf-Behörde verwaltet wird, soll erhalten bleiben. Gefordert wird, dass künftig Menschen jeden Glaubens die Möglichkeit haben sollen, auf dem Tempelberg zu beten, was derzeit nur Muslimen erlaubt ist.
- Infrastruktur: Die Territorien der beiden Staaten sollen mithilfe eines Netzwerks an Straßen, Brücken und Tunneln verbunden werden und so Bewegungsfreiheit sicherstellen und die Checkpoints reduzieren. Zwischen Westjordanland und Gazastreifen soll eine Hochgeschwindigkeitstraße entstehen. Gleichzeitig erhält der palästinensische Staat Zugang zu den Häfen in Haifa und Aschdod, um Güterverkehr abzuwickeln. Fünf Jahre nach Unterzeichnung des Friedensplans könnte über einen eigenen Hafen für Gaza und einen kleinen Flughafen nachgedacht werden.
- Flüchtlinge: Der Konflikt habe ein palästinensisches und ein jüdisches Flüchtlingsproblem geschaffen. Die arabischen Flüchtlinge seien in einem Schwebezustand gehalten worden, um den Konflikt am Leben zu halten. Der Plan sieht drei Optionen für die arabischen Flüchtlinge vor: die Aufnahme in den palästinensischen Staat, die Integration in die arabischen Gastländer oder die Umsiedlung in andere Staaten der Organisation für Islamische Zusammenarbeit. Ein Fonds soll Kompensationszahlungen ermöglichen. Gleichzeitig müsse auch Israel einen Ausgleich für die Aufnahme der jüdischen Flüchtlinge erhalten.
- Sicherheit: Der Plan setzt auf Vorrang der Sicherheit. Der palästinensische Staat soll demilitarisiert sein. Israel behält eine übergeordnete Sicherheitsverantwortung, was unter anderem eine volle Kontrolle über den Luftraum westlich des Jordan, eine Kontrolle der Zubringerstraßen zu den palästinensischen Gebieten und Baubeschränkungen in den Grenzregionen bedeutet.
- Liberalisierung: Der künftige palästinensische Staat soll einer liberalen Ordnung folgen, also transparent sein, eine unabhängige Justiz, Menschenrechte, Religions- und Pressefreiheit sowie ein demokratisches System gewährleisten. Gleichzeitig soll die Korruption bekämpft, aufhetzende Passagen in Lehrplänen und Schulbüchern entfernt und die Zahlung von Renten an palästinensische Terroristen und deren Angehörige eingestellt werden.
- Gefangene: Das Abkommen sieht eine Entlassung palästinensischer Gefangener aus israelischen Gefängnissen vor, außer für verurteilte Mörder. Bedingung für die Entlassung ist ein Bekenntnis zum Existenzrecht Israels und die Herausgabe aller Israelis, die sich in palästinensischer Hand befinden.
- Wirtschaft: Bereits im Juni 2019 hatten die USA ihre wirtschaftliche Vision für die Lösung des Nahostkonflikts vorgestellt. Die Palästinenser sollen Wirtschaftshilfe von etwa 50 Milliarden Dollar erhalten. Vorgeschlagen wird eine Freihandelszone Palästinas mit Jordanien und den USA.
- Arabische Länder: Vorgeschlagen wird eine breitere Kooperation zwischen Ägypten, Jordanien und Israel durch eine Organisation für Sicherheit und Zusammenarbeit im Nahen Osten.

Reaktionen anderer Staaten auf den Vorschlag waren unterschiedlich. So rief Saudi-Arabien die Palästinenser dazu auf, auf dieser Basis zu verhandeln, Ägypten wertete ihn als Beitrag zu Stabilität und Sicherheit, Katar und Jordanien hingegen betonten die Grenzen von 1967 als Grundlage für alle Friedensbemühungen.  Auch viele israelische Araber protestieren gegen den Friedensplan, da nach ihrer Auffassung Palästinenser sich nicht mit weniger als einem „palästinensischen Staat mit Jerusalem als Hauptstadt“ zufriedengeben werden. Das bestätigte Ayman Odeh, Vorsitzender der arabischen Partei Vereinte Liste, die derzeit mit 13 Sitzen in der Knesset vertreten ist.

## Auswirkung des 7. Oktober 2023
In Folge des Überfalls der Hamas auf Israel am 7. Oktober 2023 sank der Glaube an eine mögliche Zweistaatenlösung in Israel weiter. Selbst grundsätzliche Befürworter, wie der israelische Staatspräsident Jitzchak Herzog nahmen Abstand. Auf der 60. Münchner Sicherheitskonferenz sagte er: „Ich bin zu dem klaren Schluss gekommen, dass man einen friedlichen Prozess mit seinen Nachbarn nicht akzeptieren kann, solange diese den Terror verüben.“
Am 18. Juli 2024 verabschiedete das israelische Parlament eine Resolution gegen die Anerkennung Palästinas. In der Resolution heißt es: „Ein palästinensischer Staat würde eine existenzielle Bedrohung für den Staat Israel und seine Bürger darstellen.“
Anfang Juli 2025 forderten Minister des Likud von Netanjahu als Reaktion auf die Anschläge der Hamas die Annexion des Westjordanlandes.

## IGH-Gutachten 2024
Der Internationale Gerichtshof erklärte die israelische Besetzung der palästinensischen Territorien (Westjordanland, Gazastreifen und Ostjerusalem) in einem nicht bindenden Gutachten am 19. Juli 2024 für illegal. Das Gutachten beschuldigte Israel eines Verstoßes gegen die UN-Rassendiskriminierungskonvention und forderte die Zahlung von Reparationen. Der Gerichtshof erklärte in dem Gutachten zudem, andere Staaten und internationale Organisationen dürften die Situation weder als legal anerkennen noch zu ihrer Aufrechterhaltung beitragen. Die UN-Generalversammlung forderte in ihrer Resolution ES-10/24 auf der Grundlage des Gutachtens im September 2024 den Rückzug Israels aus den palästinensischen Gebieten binnen eines Jahres.